# NGC 2473
NGC 2473 ist eine Galaxie vom Hubble-Typ S im Sternbild Luchs am Nordsternhimmel.
Das Objekt wurde am 20. Februar 1851 vom irischen Astronomen Bindon Blood Stoney, einem Assistenten von William Parsons, entdeckt. Jedoch ist NGC 2473 eines der acht von Stoney beobachteten Objekte, deren Identifizierung problematisch ist. Die Datenbanken Simbad und Leda geben an, dass es sich um die Galaxie PGC 22191 (wie in der Infobox beschrieben) handelt. Professor Seligman weist jedoch darauf hin, dass diese Identifizierung historisch nicht korrekt ist, da NGC 2472 und NGC 2473 nie so genau beobachtet wurden, dass sie mit diesen beiden Galaxien hätten identifiziert werden können. Es handelt sich seiner Meinung nach um ein verlorenes oder nicht existierendes Objekt.